# Saša Balić
Saša Balić (in serbo Саша Балић?; Cattaro, 29 gennaio 1990) è un calciatore montenegrino, difensore del Bokelj.

## Palmarès

### Club

#### Competizioni nazionali
- Supercoppa di Romania: 1

Târgu Mureș: 2015
- Campionato georgiano: 1

Dinamo Batumi: 2023
- Campionato montenegrino: 1

Dečić: 2023-2024